# Mathurin de Savonnières
Mathurin de Savonnières, né à Angers et  mort  en 1586 à Paris, est un évêque français  du XVIe siècle. Mathurin est fils de   Jean, seigneur de la Brétèche, et d'Olive de Mathefelon. Son frère Jacques est abbé de   Cadouin et de   Melleray et sa sœur Jeanne abbesse de Cordillon.

## Biographie
Mathurin de Savonnières naît à Angers à une date inconnue. 
Il est abbé commendataire d'Eaunes, au diocèse de Toulouse, et est, en cette qualité, syndic des États de la province de Comminges, Astarac et Bigorre.
Henri III le nomme à l'évêchê de Bayeux en 1583, par la faveur de François de Bourbon-Conti, qui percevait les revenus de l'évêché dont il ne peut avoir le titre. Ce prélat réside le plus souvent à Paris.